# Lešje, Vojnik
Lešje este o localitate din comuna Vojnik, Slovenia, cu o populație de 45 de locuitori.